# Uniformen der Wehrmacht

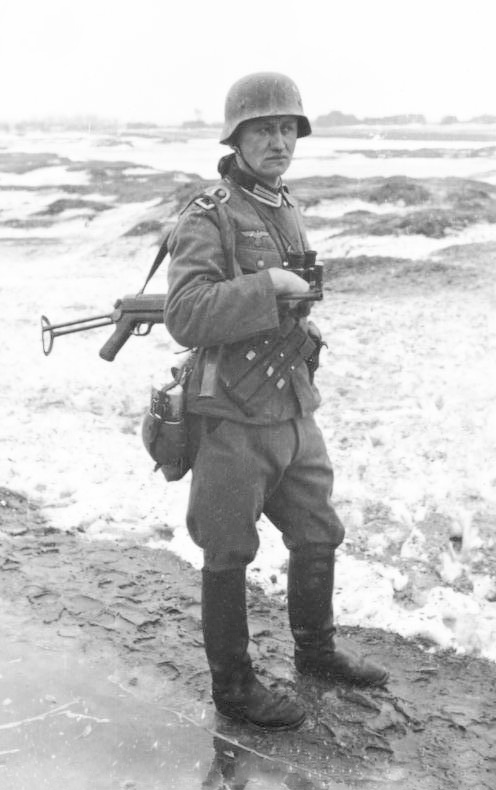
Unterfeldwebel im Jahr 1941 mit Stahlhelm M35, Feldbluse M36, breechesartiger Hose und Schaftstiefeln; als Bewaffnung trägt er eine MP38/40 sowie die dazugehörigen Magazintaschen und am Brotbeutel M31 die Feldflasche M31

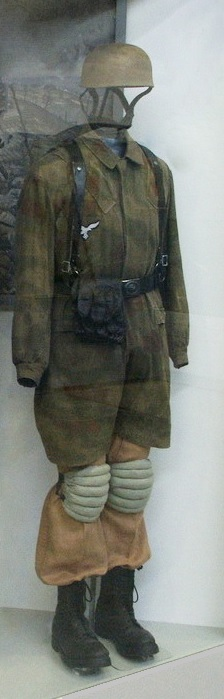
Knochensack mit Tarnmuster der Fallschirmjäger (über der eigentlichen Uniform getragen)

Die Uniformen der Wehrmacht entstanden während der Zeit des Nationalsozialismus im Rahmen der Aufrüstung der Wehrmacht ab 1935. Als Vorbild übernahmen die verantwortlichen Gestalter viele Traditionen der Reichswehr und interpretierten sie teilweise dem Zeitgeschmack und der Zweckmäßigkeit entsprechend neu.
Die Reichswehr wiederum hatte ihr identitätsstiftendes Erscheinungsbild auf kaiserlich-preußische Vorgaben gebaut, die in manchen Uniformdetails, Ausrüstungsgegenständen und Auszeichnungen bis weit in das 19. Jahrhundert zurückreichten. Somit erhielten die Uniformen der deutschen Streitkräfte keine wirklich neue Optik, sondern ließen eine deutliche Kontinuität zu den älteren Vorbildern erkennen. Erst mit dem Kriegsbeginn 1939 entwickelten die Verantwortlichen in rascher Folge immer wieder überarbeitete bzw. teils vollständig neue Uniformstücke, um den Anforderungen der damaligen Kriegführung und der aufkommenden Mangelwirtschaft gerecht zu werden. Daher änderte sich bis zum Kriegsende 1945 das äußerliche Erscheinungsbild von vielen Teilen der Wehrmacht teils deutlich.
Heute übliche Begriffe wie M40 (Modell 40) wurden so nie von den für das Uniformwesen der Wehrmacht Verantwortlichen festgelegt, doch haben sie sich nach 1945 nicht nur im militärischen Sprachgebrauch, sondern auch in den Museen und Sammlungen durchgesetzt.

## Heer

### Abzeichen
Mit Verfügung vom 14. März 1933 wurden Kokarden in den Farben schwarz-weiß-rot eingeführt, die an Schirm- und Feldmütze die Kokarden in schwarz-rot-gold ersetzten. Ausgetauscht wurde zudem das Landeswappen am Stahlhelm durch ein schwarz-weiß-rotes Reichswappen. Mit Verordnung des Reichspräsidenten vom 17. Februar 1934 wurde ein Hoheitsabzeichen („Wehrmachtadler“) in Form eines Adlers mit einem Kranz mit Hakenkreuz in den Fängen eingeführt, zu tragen an der Schirmmütze an Stelle des Landeswappens, auf der rechten Brustseite der meisten Oberbekleidungsstücke (außer bpw. Mantel oder Pullover) sowie in Wappenform am Stahlhelm.
Die Uniformen des Heeres unterschieden sich von andern Teilstreitkräften durch diverse Merkmale: An den Schulterklappen wurden, mit einigen Ausnahmen, Litzen in der jeweiligen Waffenfarbe getragen sowie die Doppellitze in Form einer römischen II auf dem Kragenspiegel. Diese Abzeichen waren grau und maschinengestickt bei den Mannschaften und den Unteroffiziersdienstgraden sowie silbern und handgestickt bzw. aus Aluminiumgespinst bei den Offizieren. Unteroffiziere kennzeichnete ein neun Millimeter breiter silberner oder grauer Tressestreifen entlang des vorderen und oberen (später: unteren) Kragenrands. Offizieranwärter waren anhand einer doppelten Quertresse auf der Schulterklappe zu erkennen.
Schulterklappen und Kragenspiegel waren meistens mit der jeweiligen Waffenfarbe unterlegt, an welcher die Zugehörigkeit zu den jeweiligen Waffengattungen zu erkennen war, beispielsweise rosa für die Panzertruppe. Ausnahmen bildeten dabei die Offiziere im Generalstab, mit karmesinroter Farbe, und die Generale, die eine golden-rote Larisch-Stickerei als Kragenspiegel trugen.
Auf der Gürtelschnalle befand sich der „Heeresadler“ mit der Inschrift „Gott mit uns“.

### Traditionslinien aus Reichswehr und kaiserlichem Heer

#### Dienst- und Gesellschaftsrock alter Art
Der auch als Tuchrock bezeichnete Dienstrock alter Art/a. A. stammte noch von der Reichswehr. Er bedeckte das Gesäß und wurde mit acht gekörnten Knöpfen aus mattfeldgrauem Leichtmetall oder, nach älterer Art, mattem Neusilber geschlossen. Auf jeder Brustseite eine aufgesetzte Tasche mit Mittelfalte und zweimal geschweifter, mit einem Metallknopf zu schließender Patte. Auf jeder Hüftseite eine schräg eingeschnittene Tasche, die ebenfalls mit einer doppelt geschweiften Knopfpatte geschlossen wurde. Der feldgraue, mit Kragenspiegeln besetzte Umlegekragen war kleiner und weniger fein verarbeitet als jener des 1935 eingeführten Waffenrocks. Die Ärmelaufschläge aus Grundtuch waren frei von Zierrat. Der tiefe Rückenschlitz reichte bis zur Hüftlinie, wo zwei Rückenknöpfe saßen; hintere Taschenleisten fehlten.
Der Dienstrock a. A. der Offiziere war aus feinerem Tuch und besaß einen Stehumfallkragen, seit September 1935 aus dunkelgrünem Abzeichentuch. Statt der ursprünglich acht Vorderknöpfe später häufig nur noch sechs. Das Hoheitszeichen war handgestickt statt gewebt.
Der Gesellschaftsrock a. A. der Offiziere entsprach deren Dienstrock, besaß aber helle Neusilber- oder Aluminiumknöpfe sowie die Kragenpatten, Schulterstücke und Hoheitsabzeichen wie am Waffenrock. Er durfte an Stelle der geschmückten Feldbluse und zum kleinen Gesellschaftsanzug getragen werden.
Beim Ausgehrock der Mannschaften und Unteroffiziere waren der Stehumfallkragen und die Schulterklappen mit dunkelgrünem Abzeichentuch besetzt. Dazu hellsilberne Knöpfe und keine Seitenhaken. Wie am Waffenrock ausgeführt waren das Hoheitsabzeichen und die beim Ausgehrock in Waffenfarbe gehaltenen Kragenpatten mit Doppellitze. Die Kragentresse der Unteroffiziere am vorderen und oberen Kragenrand. Bei eigenen Stücken waren feineres Tuch, handgestickte Hoheitsabzeichen und Litzen erlaubt, sowie ein Vorstoß in Waffenfarbe entlang der vorderen Knopfleiste.
Der Dienstrock a. A. sollte bis Ende März 1942 aufgetragen werden, hielt sich aber bis zum Kriegsende und wurde teilweise sogar neu angefertigt. Ein Grund dafür mag gewesen sein, dass der Dienstrock, ebenso wie die steingrauen Hosen a. A. und die Feldmütze a. A., den Träger als vermeintlichen Reichswehrveteranen auswies. Auffällig war jedoch, dass nicht wenige junge Offiziere sich so den Anstrich eines „alte Hasen“ zu verschaffen suchten.

#### Waffenrock (Parade-, Wach- und Ausgehanzug)

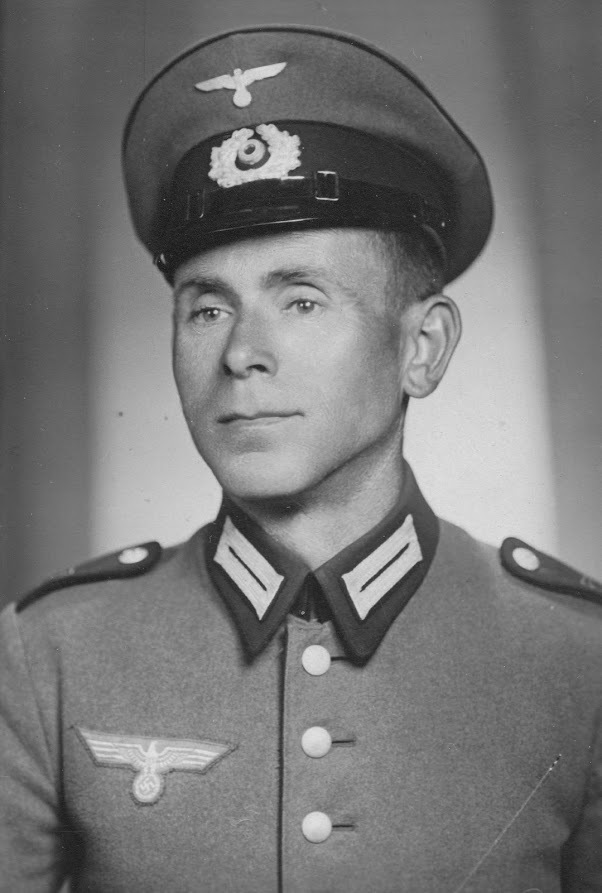
Heerespionier im Waffenrock, November 1943

Der Waffenrock war ein repräsentatives Bekleidungsstück, das an das von der Preußischen Armee 1842 eingeführte Äquivalent anlehnte. Im Sommer 1935 eingeführt, ersetzte er den Dienstrock alter Art als Parade-, Wach-. Gesellschafts- und Ausgehanzug. Aus feiner feldgrauer Wolle hergestellt, reichte er bis über das Gesäß, lag eng an, besaß keine Außentaschen und wurde vorne mit acht gekörnten Vorderknöpfen aus mattem Neusilber geschlossen.
Der Rückenschlitz reichte, wie beim Dienstrock a. A., bis zur Hüft- bzw. Gürtellinie. Auf den beiden hinteren Schößen saß je eine dreieckige, zweimal geschweifte Taschenleiste bzw. Faltenleiste, die von der Gürtellinie hinab bis etwa eine Handbreit oberhalb es Rocksaums reichte. Jede Taschenleiste war vertikal mit drei silberfarbigen Metallknöpfen besetzt.
Der Stehumfallkragen, die Ärmelaufschläge und, bei Mannschaften und Unteroffizieren, die Schulterklappen waren von bläulich-dunkelgrünem Abzeichentuch. Die Patten auf Kragen und Ärmelaufschlägen waren in Waffenfarbe, ebenso die Biesen bzw. Vorstöße der Schulterklappen, entlang der vorderen Knopfleiste und an den Falten- bzw. Taschenleisten der hinteren Rockschöße. Auf den Kragen- und Ärmelpatten Doppellitzen, zunächst aus Silbergespinst, dann Aluminiumgespinst; die Ärmellitzen zusätzlich mit einem Metallknopf gekrönt.
Wegen des engen Schnitts galt er als unbeliebt und wurde in der Soldatensprache abwertend als „Kaiser-Wilhelm-Gedächtnisrock“ oder auch als „Sarasani-Rock“ (nach dem gleichnamigen Zirkusunternehmen) bezeichnet.
Zur Parade wurden Stahlhelm und die Marschstiefel getragen; Offiziere trugen dann an der rechten Schulter eine silberfarbige Achselschnur sowie eine Feldbinde aus Aluminiumgespinst, in die zwei je 0,5 cm breite Streifen in bläulich bzw. grünlichdunkler Farbe eingewebt waren. Die Hosen waren steingrau und mit Biesen in der Waffenfarbe an der Außenseite.
Als großer Gesellschaftsanzug wurde der Waffenrock mit Achselschnur, Orden, Achselschnur (Offiziere), Hosen und Schuhen, der Schirmmütze, Handschuhen und Einheitssäbel (Offiziere und Unteroffiziere mit Portepee) bzw. Bajonett (Mannschaften) getragen. Offiziere aus dem Ersten Weltkrieg führten ihre vor 1918 getragenen Degen bzw. Säbel. Beim kleinen Gesellschaftsanzug wurde die Achselschnur weggelassen und die Orden durch Bandschnallen ersetzt.
Herstellung und Ausgabe des Waffenrocks wurden im März 1940 eingestellt. Eine Verfügung vom Mai 1941 erklärte, dass der Waffenrock nach dem Krieg durch ein neues Bekleidungsstück ersetzt werden sollte. Nur das Regiment Großdeutschland sollte ihn als Repräsentativbekleidung beibehalten. Wer im Besitz des Waffenrocks war oder ihn sich anfertigen ließ, durfte ihn auch weiterhin als Ausgehuniform tragen. Weitverbreitet war das Ausleihen des Waffenrocks aus Beständen der Einheiten, bspw. für Hochzeitsfotos.
Zum Ausgehanzug und zum kleinen Gesellschaftsanzug durfte der – auch für andere Anlässe zugelassene – weiße Rock getragen werden.

#### Feldbluse mit Vorstößen („geschmückte Feldbluse“)
Die Feldbluse mit Vorstößen wurde im Juli 1937 eingeführt und durfte zu allen Gelegenheiten getragen werden, zu denen sonst der Waffenrock üblich war, mit Ausnahme des Paradeanzugs und des großen Gesellschaftsanzugs. Das Muster entsprach der Feldbluse des Offiziers, war aber entlang der Vorder- und Unterkante des Kragens in Waffenfarbe vorgestoßen, ebenso um die Ärmelaufschläge und entlang der vorderen Knopfleiste. Kragenpatten, Litzen, Stickereien, Schulterstücke, Hoheitsabzeichen und Knöpfe wie am Waffenrock. Seit Mai 1941, wie bei der regulären Feldbluse, fünf statt bisher sechs Vorderknöpfe.

### Neue Uniform für alle Anzugsarten

#### Feldbluse

##### Feldbluse M33
Als die Nationalsozialisten 1933 an die Macht gelangten, hatte die Reichswehr zweijährige Truppenversuche zur Erprobung einer neuen Felduniform fast beendet. Diese Uniform wurde zum 1. April 1933 als Bekleidungsstück für alle Anzugsarten (Dienst, Ausgang usw.) eingeführt. Die Feldbluse glich dem Dienstrock alter Art, war aber 3 cm kürzer und bequemer geschnitten, so dass eine wärmende Wolljacke untergezogen werden konnte.
Ferner besaß diese fünf statt acht Frontknöpfe und hatte statt der eingeschnittenen Seitentaschen zwei aufgesetzte Hüfttaschen mit Mittelfalte und doppelt geschweifter Knopfpatte.

##### Feldbluse M36
Drei Jahre später folgte der „Heeres Dienstanzug Modell 1936“, mit kleinen Änderungen. Die M36 Feldbluse behielt die feldgraue Farbe der kaiserlichen Armee und der Reichswehr. Auf Grund der Vielzahl der Hersteller deckten die Uniformen eine breitere Farbpalette ab. Im Allgemeinen waren die Uniformen in der Anfangszeit grüner und tendierten später immer mehr ins Graue und Braune. Die Knopfleiste bestand nun aus fünf statt aus acht Knöpfen und die Kragenspiegel waren nun dunkelgrün statt grau. Im Vergleich zur Zeit der Weimarer Republik war die Uniformbluse nun kürzer und stärker tailliert. Dies war der motorisierten Kriegführung und den damit verbundenen beengten Platzverhältnissen geschuldet.

##### Feldbluse M40

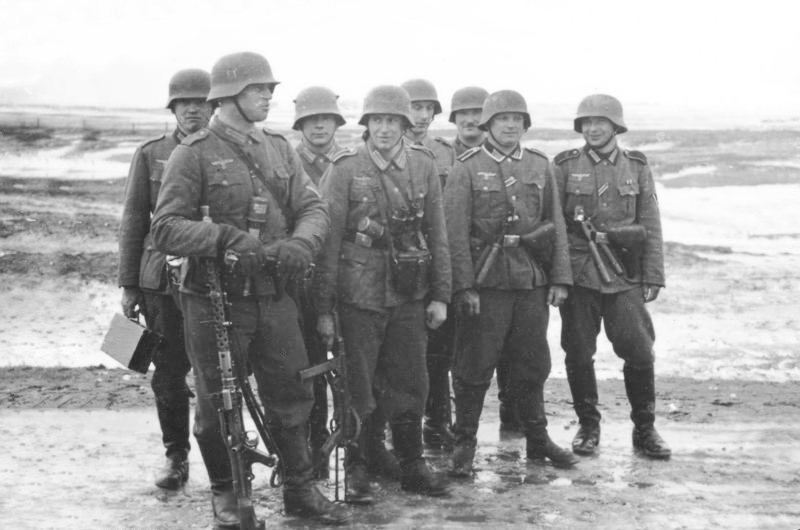
Träger der Feldbluse M36 (rechts) und der neueren Bluse M40 (links); beachte die bereits seit dem Kriegsausbruch gekürzten Knobelbecher bei den Trägern der Feldbluse M40.

Die Feldbluse M40 zeigte erstmals eine leichte Vereinfachung. Ihr grüner Kragen war durch einen in den Farben der Bluse ersetzt worden.

##### Feldbluse M41
Die M41 entspricht der M40, hat jedoch eine Knopfleiste mit sechs Knöpfen. Das Material bestand zu mehr als 50 Prozent aus Viskose und recycelter Wolle. Uniformen, die an die Waffen-SS ausgeliefert wurden, behielten fünf Knöpfe.

##### Feldbluse M42
Die Feldbluse M42 entsprach weitgehend dem Modell M40/41, jedoch war an allen vier Taschen auf die stoffintensiveren Patten zum weiteren Öffnen der Tasche verzichtet worden, um Material zu sparen.

##### Feldbluse M43
An der M43 wurden alle Falten und Laschen entfernt, dadurch wurde der Schnitt insgesamt geradliniger und einfacher. Viele dieser Feldblusen wurden mit einem vereinfachten oder gar keinem inneren Aufhängesystem produziert.

##### Feldbluse M44

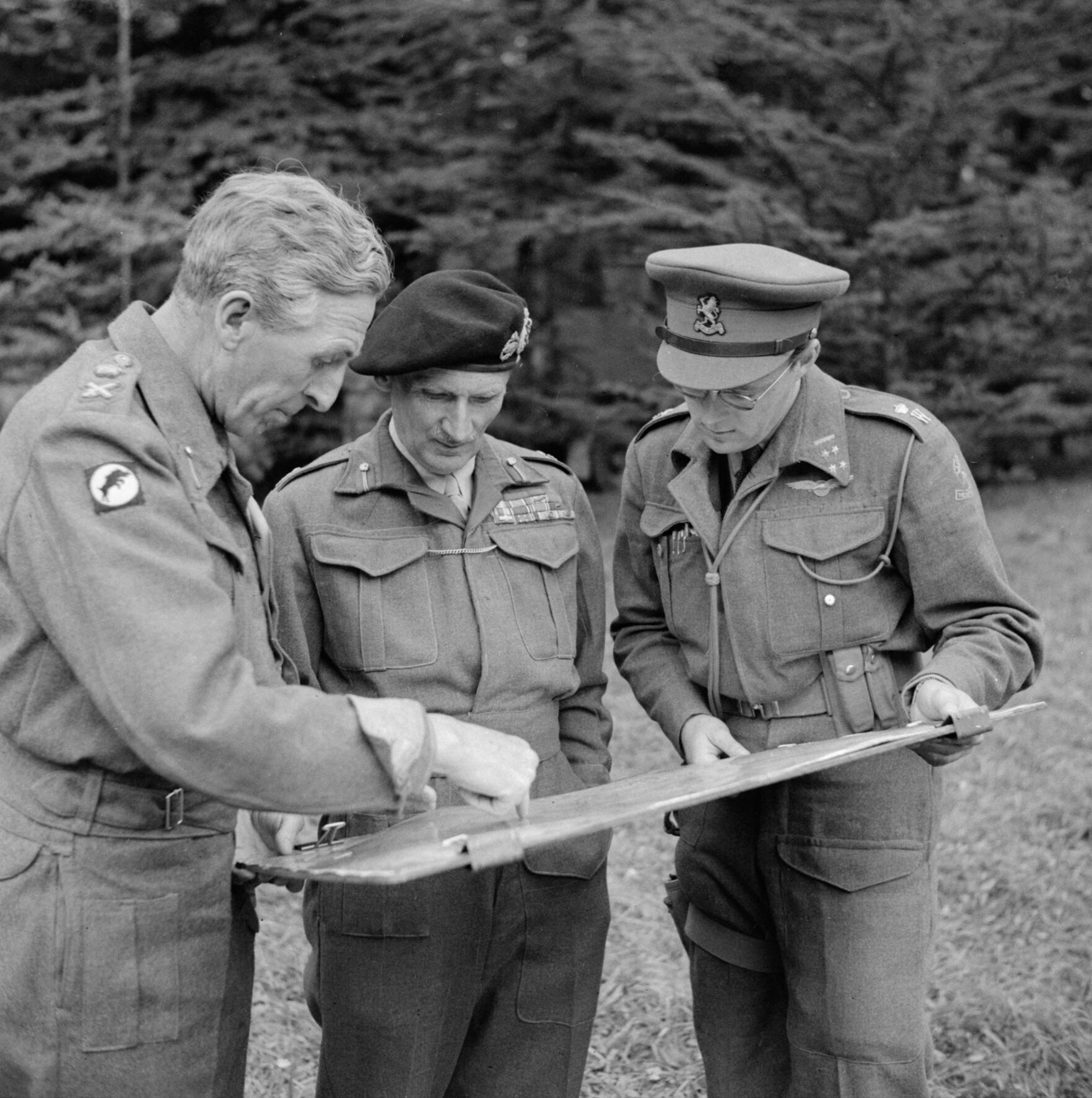
Die zum britischen Kampfanzug gehörende Jacke mit integriertem Gürtel. Siehe insbesondere bei Brian Horrocks, ganz links.

Ende 1944 wurde, bedingt durch die Vorgaben zur material- und zeitsparenden Produktion das Muster M44 eingeführt. Im Aussehen der britischen Kampfuniform nachempfunden, war diese Bluse das erste Modell, das sich grundlegend vom 1936 vorgestellten Fabrikat unterschied.
Das Muster wurde bis auf Taillenlänge gekürzt und ein Gürtel integriert, zudem verringerte sich mit dem Wegfall der Rockschöße die Anzahl der Taschen von vier auf zwei. Wie schon beim Vorgängermodell wurde auf die aufwendiger herzustellenden und stoffintensiveren Patten zum weiteren Öffnen der Tasche verzichtet. Die rechteckig geschnittenen Taschenklappen ließen sich mit je einem Knopf schließen, der je nach vorhandenen Möglichkeiten des Herstellers aus Metall oder Kunststoff bestand.
Die Feldbluse M44 konnte mit offenem oder geschlossenem Kragen getragen werden. Die angestrebte Farbe sollte sich am grün-braunen Feldgrau 44 orientieren, was jedoch aufgrund der Mangelwirtschaft nur noch selten erreicht wurde. Vielmehr kam die Bluse in stark variierenden Tönen zwischen grau, braun und grün vor. Das selten genutzte und aufwändig herzustellende innen angebrachte Koppeltragesystem entfiel schließlich. Die Abzeichen blieben gleich. Außer bei der Panzer-Lehr-Division, welche die Bluse bereits im Sommer 1944 testete, war das Modell 44 in den letzten Kriegsmonaten hauptsächlich bei den letzten Truppenaufgeboten, wie den Flakhelfern, der Hitlerjugend oder dem Volkssturm zu sehen und wurde herstellerisch identisch auch bei der Waffen-SS und den Polizeibataillonen der Ordnungspolizei verwendet.

Feldblusen 1936–1945
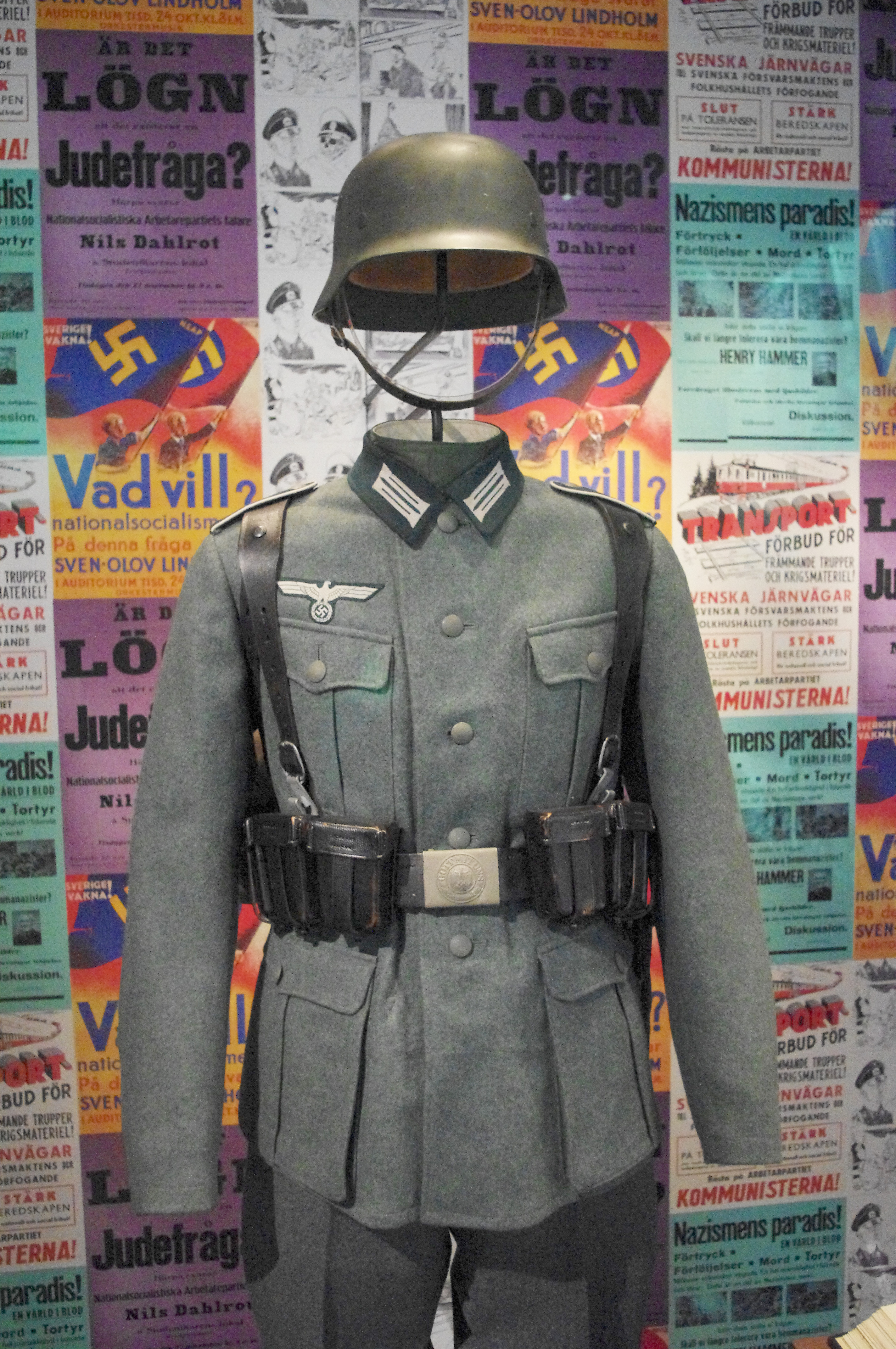
M36 mit regulärem Koppel, Patronentaschen und Koppeltragegestell (Y-Riemen)
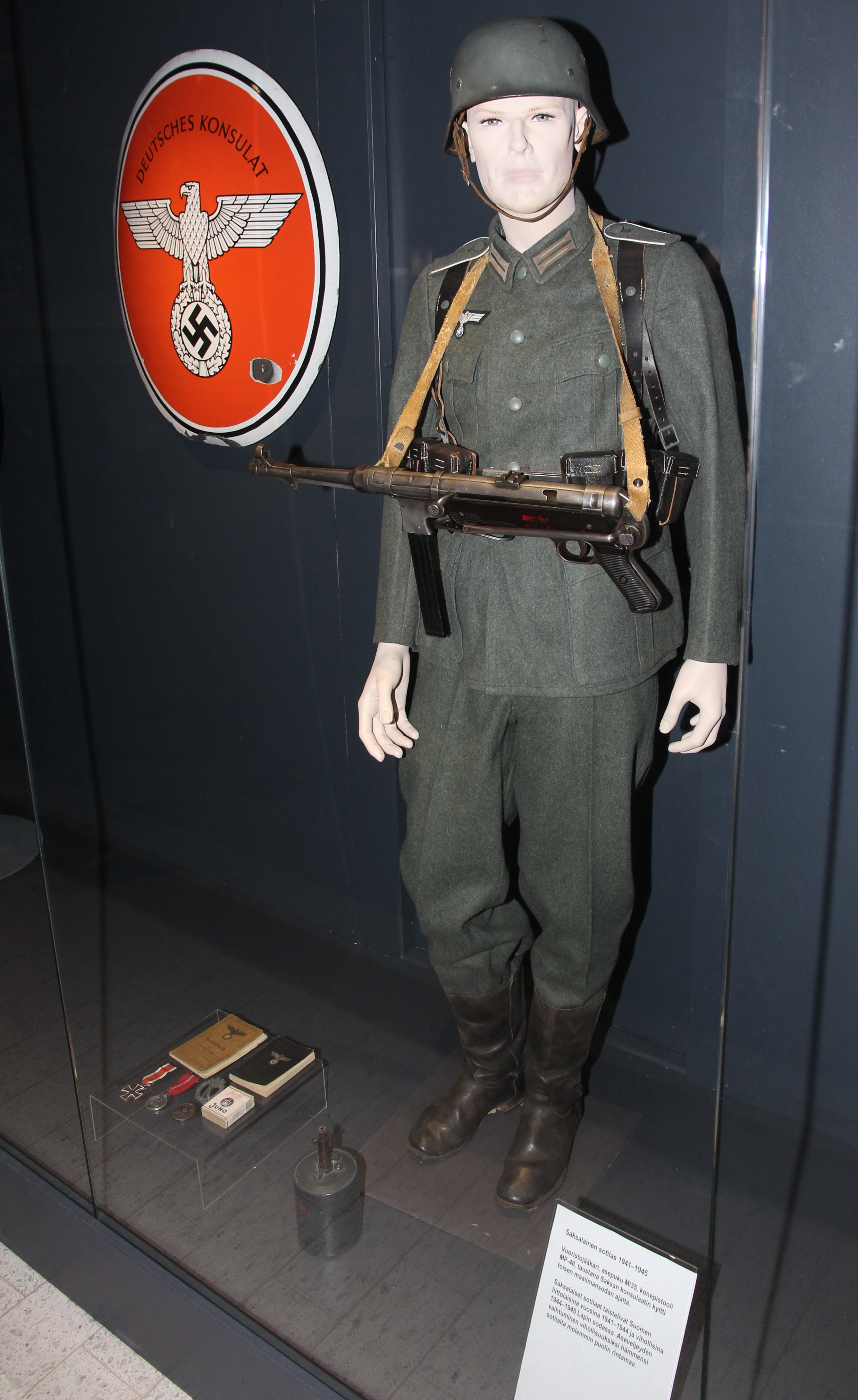
M40 mit regulärer Ausrüstung; der Kragen besitzt die Farbe des Waffenrocks
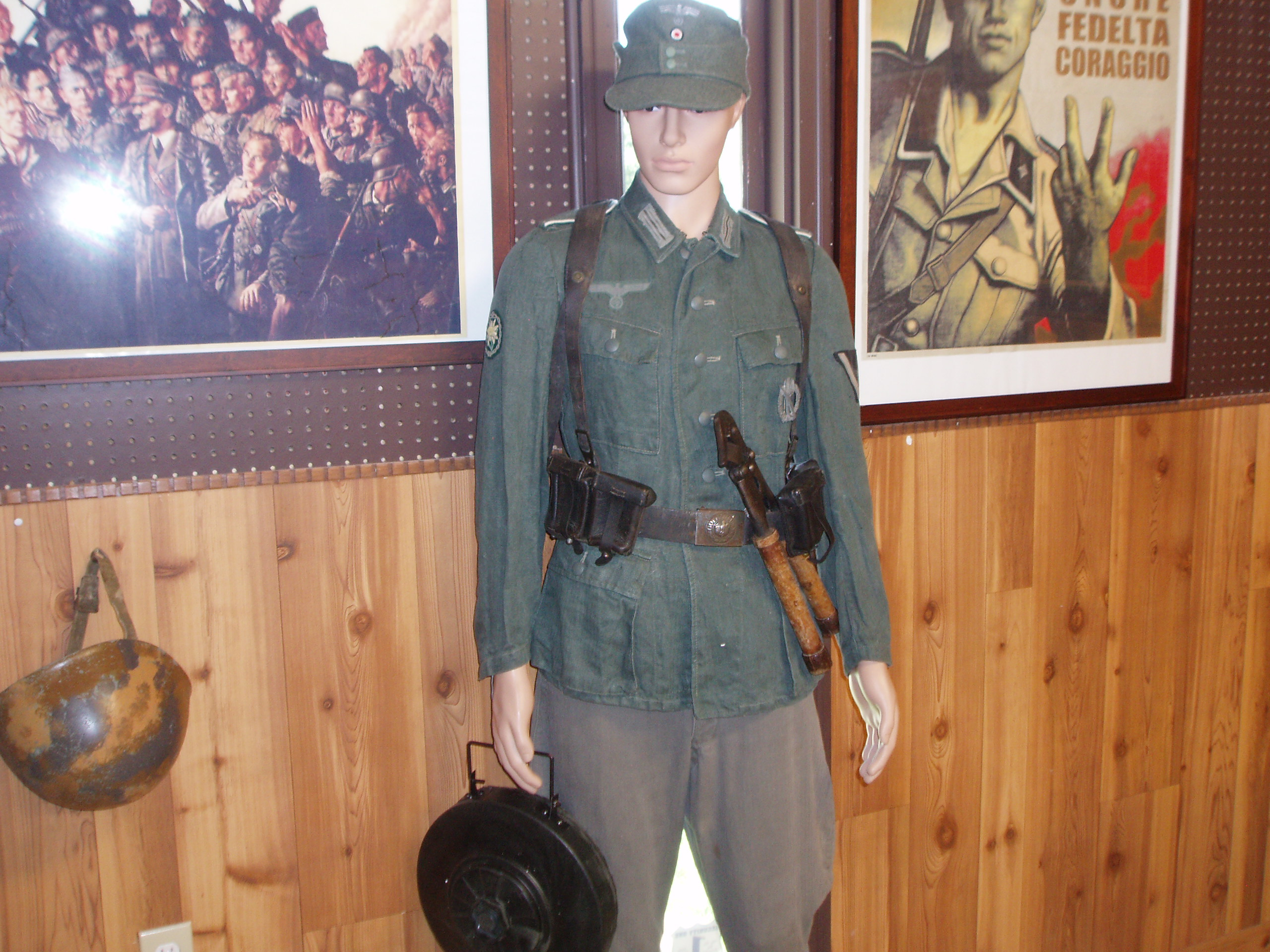
Leichte Stoffjacke im Schnitt M42 mit dem ab 1944 ausgegebenen Hoheitsabzeichen
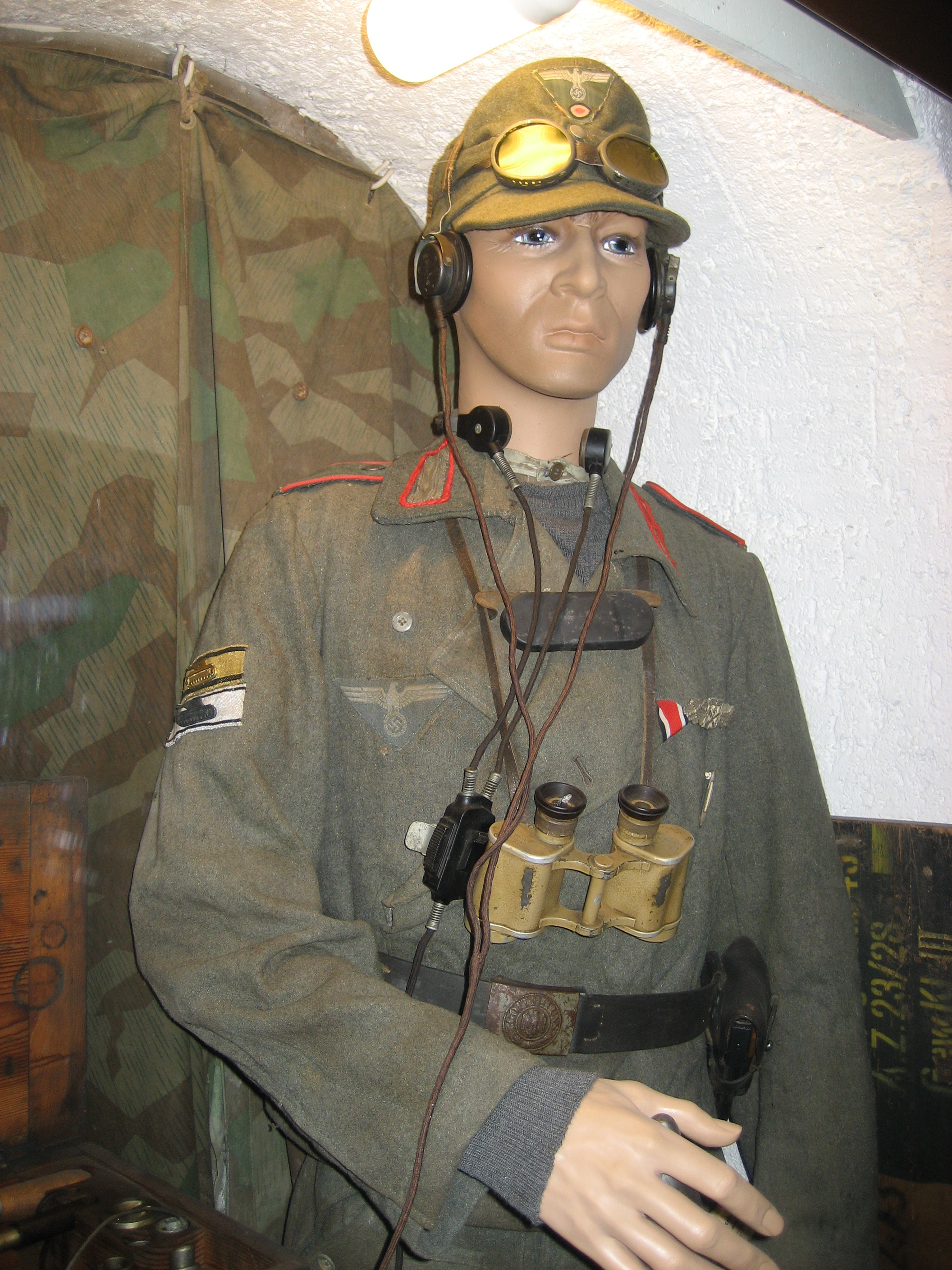
Späte M40-Bluse, wie sie zu dieser Zeit Sturmgeschütz- und Panzerbesatzungen trugen

#### Hose

##### Hose M22 (M36)
Ursprünglich wurden zur M36-Uniform die gleichen steingrauen Hosen getragen, wie sie die Reichswehr 1922 eingeführt hatte. Das als Spitzbundhose geschnittene Modell war hüfthoch und geradlinig, hatte Hosenträger, drei Taschen sowie eine Uhrentasche und wurde mit Knobelbechern getragen.

##### Hose M40
1940 wurden die Herstellerfirmen angewiesen, die Produktion der steingrauen Hosen zugunsten der feldgrauen Variante zu beenden. In den Heeresdepots gab es bis 1942 jedoch immer noch Bestände der alten Variante, die ausgeliefert wurden.

##### Hose M43 (Rundbundhose 43)
Im Jahr 1943 wurde eine neu gestaltete Hose eingeführt, die das Modell der bisher getragenen gerade geschnittenen Hosen ersetzte. Da der Krieg längst in warme Regionen vorgedrungen war, in denen die Hose im Sommer nur mit Hemden, also ohne Feldbluse, getragen werden konnte, wurde mit der Verfügung vom 28. Juni 1943 (HV 43B, Nr. 398) dieses neue Hosenmodell als Tuchhose, Reithose, Drillichhose und Drillich-Reithose eingeführt. Als Vorbild wurde die Berghose der Gebirgsjäger gewählt. Im Gegensatz zu den bisherigen Spitzbundhosen war das neue Modell als Rundbundhose gestaltet. Die Hose M43 besaß einen keilförmigen Schnitt, verjüngte sich also zu den Knöcheln hin, um das Tragen der Schnürstiefel mit Gamaschen zu erleichtern. Aber auch für die Mehrzahl der Soldaten, die zu dieser Zeit noch Stiefel trugen, wurde das Einsteigen in die Hose durch das neue Schnittmuster erleichtert. An der Beinaußenseite ist die Hose im unteren Bereich rund zwölf Zentimeter hoch geschlitzt und besitzt links und rechts dieses Schlitzes zwei genähte Ösen, durch die ein angenähtes Stoffband gezogen wird, das wie das Fersenband bei einer Steghose fungiert, jedoch nicht elastisch ist. Die Hose hat am Gesäß eine aufknöpfbare Paspeltasche und vorne eine Stecktasche für die Taschenuhr sowie zwei tief eingreifende Flügeltaschen, die ebenfalls mit einem Knopf verschlossen werden. Der rund sechs Zentimeter breite, von außen fließend angeschnittene gerade Bund wird mit zwei übereinandersitzenden, sichtbar angebrachten Knöpfen verschlossen. Am Eingriff selbst ist eine mittig nochmals quer abgenähte verdeckte Leiste mit vier Knöpfen verarbeitet. Neben den obligatorischen vier Knöpfen zum Tragen der Hosenträger besitzt die Hose erstmals vier Tuchschlaufen für den Gürtel – zwei auf der Rückseite und zwei vorne. Diese auffallend breiten, insgesamt rund elf Zentimeter langen Schlaufen sind an ihrer Oberseite mit dem Bund vernäht, an ihrem unteren Ende jedoch mit je einem Knopfloch ausgestattet, das von einem Knopf gehalten wird. Zwischen den seitlich vorne auf der Innenseite des Bundes vernähten Hosenträgerknöpfen befindet sich eine kurze Stoffschlaufe, die mit einem Druckknopf geöffnet werden kann. Hier konnte im Bedarfsfall ebenfalls ein Hosenträger befestigt werden. In erster Linie sollten allerdings nun die Befestigungsschlaufen der Unterhose statt an den Hosenträgern jetzt mithilfe des Druckknopfs an der Uniformhose befestigt werden. Auf der Rückseite gibt es wie schon bei den Vorgängerhosen zwei ebenfalls am Bund befestigte rund zehn Zentimeter lange Tuchlaschen, an deren Ende je ein Knopf vernäht ist, um den Hosenträger zu befestigen. Als Gürtel wurde ein für die Hose gleichzeitig mitentwickeltes Modell ausgegeben. Auch dies war eine Neuheit im deutschen Heer, denn es hatte bisher keine Hüftgürtel gegeben, da nicht vorgesehen war, die Hosen ohne Feldbluse zu tragen. Der rund vier Zentimeter breite Gürtel besteht aus gelblich-beigem bis grünlichem Webgurt, an dessen Enden sich auf der einen Seite ein knapp zwei Zentimeter breiter vernähter Lederriemen mit Lochung, auf der anderen Seite ein ebenfalls vernähter kürzerer Riemen mit Dornverschluss befindet. Neben diesem Gürtel konnten die breiten Schlaufen auch das Koppel aufnehmen. Erstmals bei Hosen für das Heer gibt es wie bei Reithosen einen aus dem Hosenstoff gefertigten Besatz zwischen den Beinen. Für den besseren Sitz ist auf jeder Seite unterhalb des Bundes je ein sichtbarer Schnallgurt angebracht, der stufenlos verstellt werden kann. Die Hosen wurden je nach Hersteller mit leichten Abwandlungen produziert. So sind die meisten Stücke mit einer Kombination aus Kunststoff- und Metallknöpfen ausgeliefert worden. Es gab aber auch Hersteller, die nur mit Kunststoffknöpfen beziehungsweise Metallknöpfen arbeiteten. Auch die Farbe des Wollstoffs variierte, ebenso die Ausführung des Innenfutters, das aus Kunstseide oder anderen Stoffvarianten gefertigt wurde. Diese bequemen Hosen, die eine größere Bewegungsfreiheit als bisher ermöglichten, waren bei den Soldaten am beliebtesten und wurden sowohl aus Wolle als auch in der für den süd- und südosteuropäischen Kriegsschauplatz vorgesehenen Sommervariante aus Drillich gefertigt. Die Herstellung lief bis zum Ende des Krieges.
Nach der Verfügung vom 5. Juni 1944 (HV 44B. Nr. 227) war die Rundbundhose 43 in Verbindung mit Schnürschuhen immer mit Gamaschen zu tragen. Die Gamaschen wegzulassen und an deren Stelle Socken über die Schnürschuhe zu rollen, war strengstens verboten. Eine weitere Verfügung vom 24. Juni 1944 (HV 44B. Nr. 253) besagte, dass die Rundbundhose 43 nun an Stelle der Berghose zu tragen sei.

#### Feldmütze

##### Feldmütze M34/M38/M42
Die ursprüngliche Version wurde für das Heer 1934 eingeführt. Das „Schiffchen“ war beliebt und bequem und wurde während des ganzen Krieges durchweg getragen. Eine Ausführung in schwarzer Wolle und olivefarbener Baumwolle wurde an die Panzertruppen und das Afrikakorps ausgegeben. Das Abzeichen bestand aus dem Wehrmachtadler sowie einer rot-weiß-schwarzen Kokarde und bis 1942 aus einer Soutache in der jeweiligen Waffenfarbe. Offiziermützen (M38) waren in Silber- oder Aluminiumstickerei ausgefertigt bzw. für Generäle in Gold. 1942 wurden Versionen mit einer zweiteiligen Falz ausgeliefert, die mit zwei Knöpfen befestigt war und bei kaltem Wetter als Ohrenschutz diente. Dies wurde für die Feldmütze M43 übernommen.

##### Einheitsfeldmütze M43
Schon vor dem Ersten Weltkrieg war bei deutschen und österreichischen Gebirgstruppen die Bergmütze mit Ohrenklappen, die mit zwei Knöpfen über dem Mützenschild befestigt waren, in Gebrauch. Eine Variante mit längerem Schild und in olivfarbener Ausführung wurde an das Afrikakorps ausgegeben. 1943 wurde die Mütze aus feldgrauer Wolle in einer Version, die zwischen der Gebirgs- und Tropenausführung lag, an das Heer ausgegeben und nur im Felde getragen. Schnell entwickelte sie sich zur meistgetragenen Kopfbedeckung an der Kriegsfront. Für die Panzertruppe wurden schwarze Feldmützen ausgegeben.

##### Schirmmütze

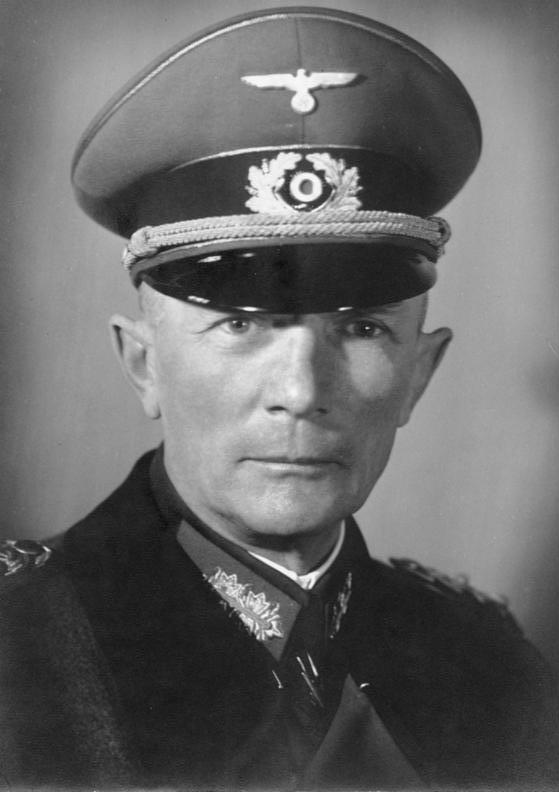
Feldmarschall Fedor von Bock mit Schirmmütze

Die Schirmmütze war seit 1934 die Dienst- und Ausgehkopfbedeckung für alle Ränge, an Mannschaften wurde sie nur bis 1939 ausgegeben. Die Selbstbeschaffung war diesen weiterhin erlaubt, das Tragen jedoch nur zur Ausgehuniform gestattet. Der Schirm war aus vulkanisierter Faser oder Lackleder gefertigt. Das Abzeichen bestand aus einer Kokarde in den Nationalfarben und dem Reichsadler auf der oberen Mützenhälfte.
Sie verfügte über eine feldgraue Oberseite, ein dunkelgrünes Seitenband sowie einen schwarzen glänzenden Schirm. Die Außenkante des Mützenoberteils wurde durch einen innen eingezogenen schmalen Metallring in Form gehalten.
Die Mützen der Mannschaften und Unteroffizieren hatten einen schwarzen Lederriemen, welcher mit schwarzen Knöpfen an der Mütze befestigt war. Die Mützen der Offiziere und Beamten im Offiziersrang hatten eine silberfarbene Kordel und silberfarbene Knöpfe, diese Mützen durften seit dem 22. Februar 1936 auch von Oberfeldwebeln und Gleichgestellten getragen werden. Von Generälen und Beamten der Wehrmacht in vergleichbaren Rängen wurden Mützen mit goldfarbener Kordel und goldfarbenen Knöpfen getragen. Die Schirmmützen der Heeres-Geistlichen trugen zwischen Kokarde und Hoheitsabzeichen noch ein gotisches Kreuz.

##### „Knautschmütze“
Als 1934 das Schiffchen als Kopfbedeckung zum Feldanzug eingeführt wurde, gab es für die Offiziere eine Schirmmütze, die weniger steif gehalten war. Obwohl diese Mütze durch die Feldmütze ersetzt werden sollte, war sie beim Offizierskorps sehr beliebt und wurde weiterhin getragen, teilweise, insbesondere bei der Panzertruppe, durch das Entfernen der Drahtaussteifung des Bezuges der Dienst-Schirmmütze nachgeahmt. Dies wurde durchgängig von den Vorgesetzten geduldet.

##### Stahlhelm
Ab 1935 nutzte die Wehrmacht den M35-Stahlhelm. In seiner Form war er den Stahlhelmen aus dem Ersten Weltkrieg wie dem M16 oder M18 sehr ähnlich. Vor allem war er aber leichter und die Belüftung wurde optimiert. Der M35 wurde 1940 vom M40 abgelöst, 1942 folgte der M42. Aufgrund von Materialknappheit handelt es sich bei diesen Nachfolgemodellen um Stahlhelme, die in einem vereinfachten Verfahren hergestellt wurden. Im Gegensatz zum M35 und M40 besaß der M42 erstmals eine dunkelgrüne Farbgebung zur Optimierung der Tarnung.

#### Schuhe und Stiefel
In den Jahren 1925 und 1927 kam ein neues Schnürschuhmodell zur Truppenerprobung, dessen Muster sich 1927 „an die Form eines Touristenschuhs“ anlehnte. Mit der Verfügung vom 4. Mai 1928 wurde der neue Schuh bei allen Waffengattungen eingeführt, dessen Innenfutter aus Leinwand bestand. Die Sohlenbenagelung und Absatzeisen waren mit denen des Schaftstiefels identisch. Dieses Modell kam auch bei der Wehrmacht zum Einsatz.
Zu Beginn der 1930er-Jahre wurde deutlich, dass eine nicht unerhebliche Zahl der Rekruten des Reichsheeres an verschiedenen Fußkrankheiten litt. So diagnostizierten die Militärärzte diverse krankhafte Fehlstellungen mitsamt ihren Folgezuständen. Nach Marschanstrengungen in Schaftstiefeln zeigten sich insbesondere bei Rekruten Fußgeschwülste, die 1932 zu 66 Prozent durch Überanstrengung und zu 20 Prozent durch Umknicken entstanden waren. Zur Vorstellung eines neuen Feld- und Dienstanzugs gehörte 1933 daher auch ein neues Stiefelmodell, das am 1. April 1933 eingeführt wurde. Die bei Truppenversuchen 1932 erprobten Schnallen- oder Gamaschenstiefel waren eine Kombination aus Schaftstiefel und Schnürschuh. Bis auf Knöchelhöhe wurde der Stiefel geschnürt, anschließend konnte das über die Waden reichende Oberleder mit Dornschnallen geschlossen werden. Das neue Stiefelmodell sollte einige Nachteile des Knobelbechers ausgleichen. Der Schnürschuh, zu dem kniehohen Wickelgamaschen getragen wurden, war nach ärztlicher Ansicht jedoch auch nicht ideal, da eine zu fest angezogene Gamasche die Blutzirkulation stören könne und das Wickeln auch nicht ökonomisch sei.
Da sich der Schnallenstiefel nicht bewährte, wurden 1935 wieder die alten Marschstiefel Modell 1922 eingeführt. Der Schnallenstiefel blieb aber noch bei Ausbildungs- und Ergänzungseinheiten im Einsatz und wurde während des Krieges aufgetragen.
Mit einer Verfügung des Oberkommandos des Heeres (OKH) vom 9. November 1939 wurde bei der Wehrmacht eine gekürzte Version des Schaftstiefels eingeführt. Die Stiefelhöhe wurden von 32 bis 41 Zentimeter auf 29 bis 35 Zentimeter herabgesetzt, um Leder zu sparen. Bei den Entscheidungsträgern in der Wehrmacht hatte sich die Überzeugung durchgesetzt, dass Gummisohlen die Marschfähigkeit des Soldaten herabsetzen würden, doch aus Gründen der Mangelwirtschaft musste ab 1942 damit begonnen werden, die Soldaten auf Gummisohlen umzustellen. Darauf weist eine Verfügung von 1942 hin (HV Bl. 1942 Teil L S. 27 Nr. 48). Am 9. November 1943 fiel die Entscheidung, bis zum Frühjahr 1944 die ersten Kampfschuhe mit Gummisohle auszugeben. Zu den Rahmenbedingungen, die das Reichsamt für Wirtschaftsausbau für den neuen Schuh festlegte, gehörte dabei auch die Nutzung des 1940 eingerichteten Schuhläufer-Kommandos im Konzentrationslager Sachsenhausen. Letztendlich wurde der mit der Verfügung vom 26. April 1944 (HV 44B, Nr. 253) angekündigte „Einheits-Schnürschuh“ durch die Ereignisse bis zur Kapitulation nicht mehr eingeführt.
Für einen Einsatz im winterlichen Osteuropa waren die für den westeuropäischen Kriegsschauplatz ausgelegten Schuhe und Schaftstiefel im Allgemeinen nicht geeignet. Wenn möglich wurden daher Einlegesohlen aus Filz beschafft. Außerdem begannen die Verantwortlichen damit, Lehren aus dem ersten russischen Kriegswinter zu ziehen und Schuhe nach Vorlage der traditionellen russischen Filzstiefel zu konzipieren. Ab 1942 wurde ein entsprechendes Modell für die Wehrmacht hergestellt. Diese Stiefel besaßen denselben Unterbau wie die Knobelbecher, hatten aber Filzeinlagen und bestanden unter oder erst über dem Knöchel aus grauem Wollfilz. Bei diesen Stiefeln wurde die gestiftete Ledersohle nicht benagelt und besaß teilweise Gummisohlen. Es gab eine Vielzahl von verschiedenen Ausführungen. Darüber hinaus kannte die Wehrmacht lederverstärkte Überschuhe, bei denen Teile des Oberleders durch Filz ersetzt wurden. Die Sohlen dieser Überschuhe bestanden aus Holz. Schneestiefel waren ebenso bekannt wie strohgeflochtene Überschuhe, die insbesondere von Wachposten genutzt werden konnten. Die Schwierigkeiten bestanden darin, die geforderten Mengen herzustellen und an die Truppe zu liefern. Da Wintermaterial somit vielfach Mangelware blieb, waren deutsche Soldaten oft darauf angewiesen, sowjetisches Material zu erbeuten.

### Schwarzer und feldgrauer Feldanzug (Panzeruniform)

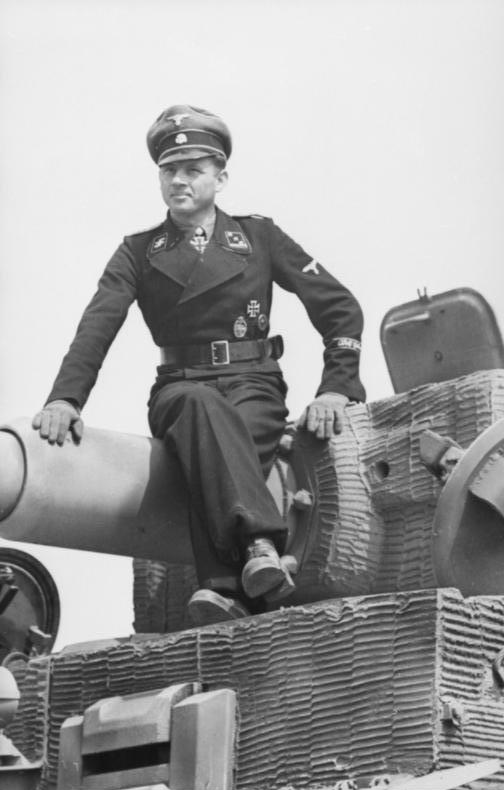
SS-Panzerkommandant Michael Wittmann, in schwarzer Panzeruniform, mit Schirmmütze, Mai 1944

Am 12. November 1934 wurde in der Panzertruppe des Heeres für die Panzerbesatzungen ein schwarzer Feldanzug mit rosa Vorstößen eingeführt: Die hüftlange Feldjacke wurde vorn übereinandergeschlagen und auf der rechten Seite zugeknöpft. Der große Umschlagkragen mündete vorn in einem tiefen Revers, die beiden Brustklappen wurden ausgeschlagen, konnten bei Kälte aber auch vollständig geschlossen werden. Die rosa Paspelierung des Kragens verschwand um 1942, gleichzeitig wurde der Kragen etwas kleiner und die Jacke etwas kürzer.
Die schwarzen, rosa paspelierten Kragenpatten trugen einen aluminiumfarbenen Totenkopf; in der Forschung umstritten ist, ob dies in Anlehnung an die Tradition der preußischen Totenkopfhusaren geschah oder einen Brauch aufgriff, der bei der Panzertruppe während des Ersten Weltkrieges bestanden hatte, die eigenen Kampfwagen mit aufgemalten Totenköpfen zu markieren.
Zur Panzeruniform gehörten ferne eine bequem geschnittene Überfallhose, eine Filzkappe mit Schutzüberzug bzw. Schutzmütze nach Baskenart, Selbstbinder, Koppel und Schnürschuhe von schwarzer Farbe.
Die Panzeruniform war nach Art der zeitgenössischen Skibekleidung geschnitten und verzichtete auf außenliegende Taschen und Effekte, um ein Verhaken bei Ein- und Aussteigen im engen Kampfraum zu verhindern. Der am Koppel befestigte Schulterriemen der Offiziere kam nach dem Kriegsbeginn rasch außer Gebrauch, ebenso die ausladende Schutzmütze, an deren Stelle die Feldmütze ins Bootsform („Schiffchen“) trat.
Die Erlaubnis zum Tragen des schwarzen Feldanzugs erstreckte sich über die Besatzungen von Kampfpanzern, die schweren Panzerjäger-Abteilungen (mit Sturmgeschützen oder auf Selbstfahrlafetten), die Panzeraufklärer, die Panzerpioniere sowie bei den Panzer-Nachrichteneinheiten die Besatzungen gepanzerter Funkwagen. Der schwarze Feldanzug durfte bis 1940 nur zum Dienst im Panzer getragen werden, sonst war die graue Feldbluse des Heeres anzulegen. Die feldgraue Uniform mit grauer Schutzmütze war auch für die Fahrer und Beifahrer der Schützenpanzer (Sd.Kfz. 250, Sd.Kfz. 250) vorgeschrieben. Seit Ende 1940 wurden für die Panzertruppe jedoch keine feldgrauen Bekleidungsstücke mehr ausgegeben, mit Ausnahme des Mantels. Die schwarze Uniform wurde nun auch zum Ausgang getragen.
Die auf bestimmte Truppenteile beschränkte Trageerlaubnis wurde vielfach ignoriert. Entsprechend trugen einige Generale und Generalstabsoffiziere, die aus der Panzertruppe hervorgegangen waren, im Dienst die schwarze Panzeruniform, gemeinsam mit den ihrem Rang entsprechenden Attributen: Generalstabsoffiziere mit den für sie typischen karmesinroten Kragenpatten mit doppelter Litze in Kolbenstickerei; Generale mit den für sie vorgeschrieben rechteckigen roten Kragenspiegeln mit Larisch-Stickerei, individuell aber weiterhin mit den Totenkopf-Kragenpatten; das Hoheitsabzeichen auf der rechten Brustseite goldgestickt, die Hosen mitunter mit hochroten Vorstößen und Lampassen (bei Generalstabsoffizieren karmesinrot).
Übernommen wurde die schwarze Panzeruniform von der Panzertruppe der Waffen-SS, die sie mit den SS-Kragenpatten trug, und von den Mitte 1942 formierten Panzereinheiten der Division Hermann Göring, einem Sonderverband der Luftwaffe. Statt der bei der Luftwaffe üblichen Kragenpatten mit Dienstgradabzeichen in Schwingenform wurden zur schwarzen Feldjacke schwarze, weiß vorgestoßene Totenkopfpatten angelegt. Bis zu ihrem Verbot (und vielfach darüber hinaus), Ende 1944, waren zudem weiße Totenkopfpatten verbreitet. Der Kragen der Division Hermann Göring war anfangs weiß vorgestoßen. Daneben wurde vereinzelt auch ein Feldanzug im blaugrauen Farbton der Luftwaffenuniform ausgegeben, vielleicht als Versuchsmuster. Die Herstellung lief bis zum Ende des Krieges.
Nach dem Muster des schwarzen Feldanzugs gefertigt, war die im Mai 1940 eingeführte feldgraue, tatsächlich aber schilfgrüne „Sonderbekleidung“ der Sturmartillerie. Die mitunter schwarzen, regulär grundtuchfarbenen, hochrot vorgestoßenen Kragenpatten bis Anfang 1943 mit Totenkopf oder abzeichenlos. Dann mit Kapellenlitzen, diese gegen Kriegsende oft ohne Patten und direkt aufgenäht. Offiziere jedoch von Beginn an dunkelgrüne Kragenspiegel mit hochrot unterlegter Doppellitze. Seit Juni 1942 war die feldgraue Version der Panzeruniform allen Angehörigen der Sturmartillerie erlaubt.
Im Laufe des Krieges übernahmen weitere Truppen die feldgraue Panzeruniform, so die Panzergrenadiere, die Besatzungen von Selbstfahrlafetten und Panzerzügen sowie das Fallschirmjäger-Bataillon „Brandenburg“. Meist wurden Kragenpatten mit Doppellitzen getragen, die Panzerjäger auf Selbstfahrlafetten kennzeichneten Totenkopfpatten.
Im Oktober 1944 wurde die Produktion der Kragenpatten eingestellt, die Totenköpfe bzw. Kragenlitzen waren nun direkt auf dem Kragen angebracht. Infolge des zunehmenden Materialmangels nahmen die feldgrauen Uniformen gegen Kriegsende einen bräunlichen Khakiton an.
Von der ab Ende September 1944 begonnenen Einführung der „Felduniform 44“ in nahezu allen Einheiten des Heeres, der Kriegsmarine, der Luftwaffe sowie der Waffen-SS blieb die Panzertruppe ausdrücklich ausgenommen.

### Tarnmuster

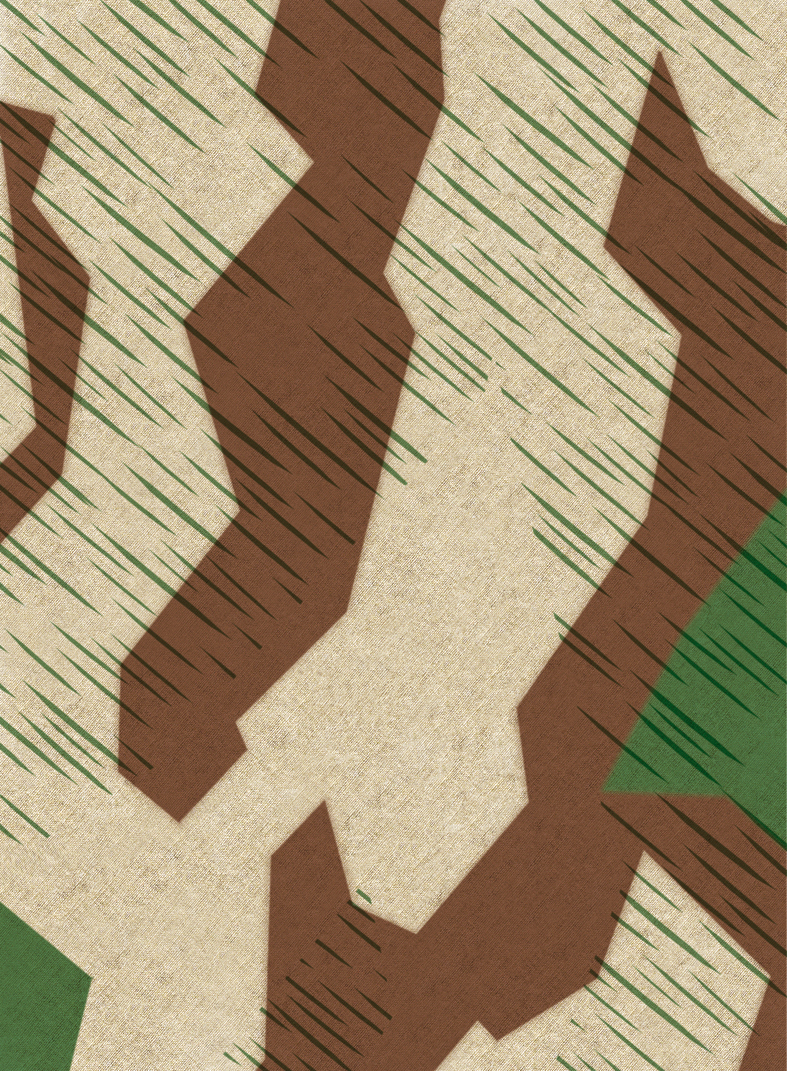
Splittertarn

Teilweise wurde im Laufe des Zweiten Weltkriegs eine mehr oder minder standardisierte Tarnkleidung an Einheiten des Heeres, Luftwaffe, Kriegsmarine und Waffen-SS ausgegeben. Dabei kam hauptsächlich das sogenannte Splittertarnmuster mit Varianten zum Einsatz. Der Name Splittertarn ist nicht der ursprüngliche deutsche Name des Musters, sondern eine Übersetzung des im amerikanischen Militärjargon geprägten Begriffes, wie er sich heute weltweit durchgesetzt hat. Das bereits 1931 als Zeltbahnaufdruck bei der deutschen Reichswehr eingeführte Splittertarn hatte seinen Ursprung im ersten regulären Tarnmuster der kaiserlichen Armee, dem Buntfarbenanstrich, und war nach dem 1929 ebenfalls zunächst nur für die Zeltbahntarnung erschienenen italienischen Muster Telo Mimetico das zweite reguläre militärische Tarndruckmotiv weltweit.
Die Waffen-SS nutzte im Rahmen von Luftlande-Sonderaktionen ebenfalls das Splittertarnmuster und übernahm dazu unverändert die getarnten Fallschirmspringerkombinationen (Knochensäcke) der Luftwaffe. Das Splittertarnmuster war bis weit in den Krieg als Wendetarnmotiv auf beide Seiten eines Stoffes gedruckt. Das heißt, dass es eine hellere und eine dunklere Mustervariante gegeben hat. Erst in der Spätphase des Krieges verzichtete man auf die Wendefunktion. Zudem variieren ab dieser Zeit sowohl die Druckfarben als auch die Stoffqualität erheblich.
Ab 1942 wurden auch militärische Kleidungsstücke aus dem Splittertarnstoff erstellt. Zusätzlich entwickelten die Verantwortlichen wahrscheinlich noch im Jahr 1941 das in der Fachliteratur „Splittertarn B“ genannte Muster M1942, das eine optische Variante des Ursprungsmusters war. Die Herstellung des Splittertarn B wurde 1944 eingestellt. Weitere Variationen waren die beiden sogenannten Sumpftarnmuster, die 1943 und 1944 erschienen und das Vorbild für den Tarnstoff des 1951 gegründeten Bundesgrenzschutzes wurden. Bis zum Kriegsende 1945 wurde mit einer weiteren Abwandlung des Ursprungsmusters experimentiert. Diese sollte auf die veränderte Kriegführung aus dem Hinterhalt sowie auf die nun verfügbaren Nachtsichtgeräte reagieren, wobei mit lichtabsorbierenden Farben experimentiert wurde. Keines dieser Stücke schaffte es jedoch bis zum Waffenstillstand zur Serienreife. Trotz mancher gegenläufiger Darstellung in der Literatur bezieht sich das vielfach an den dreieckigen Zeltbahnen ab 1931 zu findende Wort Warei auf den Patentinhaber des Schnittmusters, Walter Reichert, und ist keinesfalls die offizielle Bezeichnung einer Art von Tarnmuster.

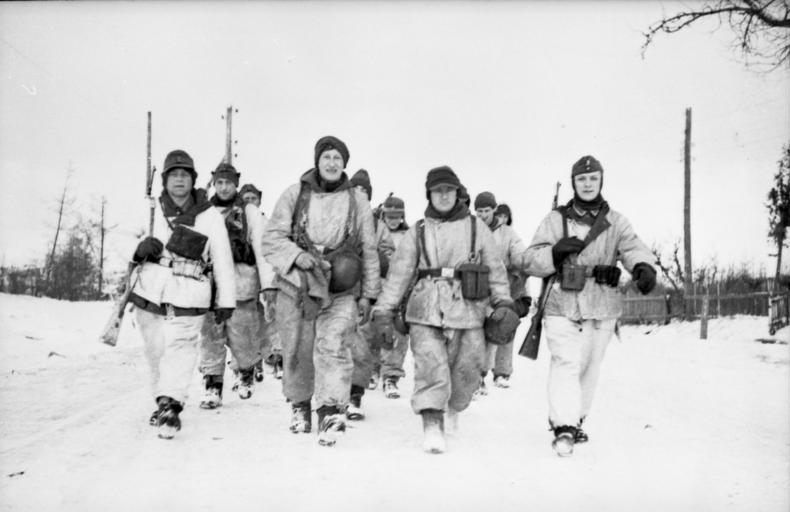
Deutsche Infanterie im Januar 1944 mit dem 1943 eingeführten Winterwendeparka, der sogenannten Neckermannjacke, an der Ostfront

Nach dem Waffenstillstand von Cassibile zwischen Italien und den Alliierten im September 1943 erfolgte die Besetzung des ehemaligen Bündnispartners durch die deutschen Truppen. In diesem Zuge wurden auch Bestände des italienischen Telo Mimetico requiriert und bei Wehrmacht und Waffen-SS eingesetzt. Die ursprünglich der Waffen-SS vorbehaltenen Flecktarnmuster wurden während des Krieges ebenfalls in einigen Fällen von Einheiten der Wehrmacht verwendet. Die Truppen der Fallschirm-Panzer-Division „Hermann Göring“ waren seit Sommer 1942 standardmäßig mit Helmtarnbezügen und Tarnuniformen der Waffen-SS ausgerüstet.

### Uniform der Generale
Einschließlich der Uniform der Generalsdienstgrade aller Sonderlaufbahnen wies die Uniform der Generale folgende Abweichungen zur Uniform der Offiziere auf:
Waffenrock mit hochroten Vorstößen, hochroter Unterlage der Schulterstücke, hochroten Kragen- und Ärmelpatten mit goldener Stickerei (sogenannte Larisch-Stickerei). Hoheitsabzeichen und Knöpfe goldfarben, Feldbinde mit feuervergoldetem Koppelschloss. Mäntel mit hochrotem Brustklappenfutter und goldfarbenen Knöpfen. Vorstöße, Kordel und Knöpfe der Schirmmütze goldfarben, ebenso Eichenlaubkranz und Hoheitsabzeichen. Hochrote Lampassen an Reit- und Stiefelhosen.
Mit Verfügung vom 1. Mai 1944 wurde für die Generale der Sonderlaufbahnen folgende Änderung eingeführt, die sich – aus Gründen der Versorgungslage sowie aus Gründen individueller Ablehnung – nur teilweise in der Praxis durchsetzte: Kragen- und Ärmelpatten, Unterlage der Schulterstücke sowie Brustklappenfutter in der Laufbahnfarbe.

## Luftwaffen-Uniformen

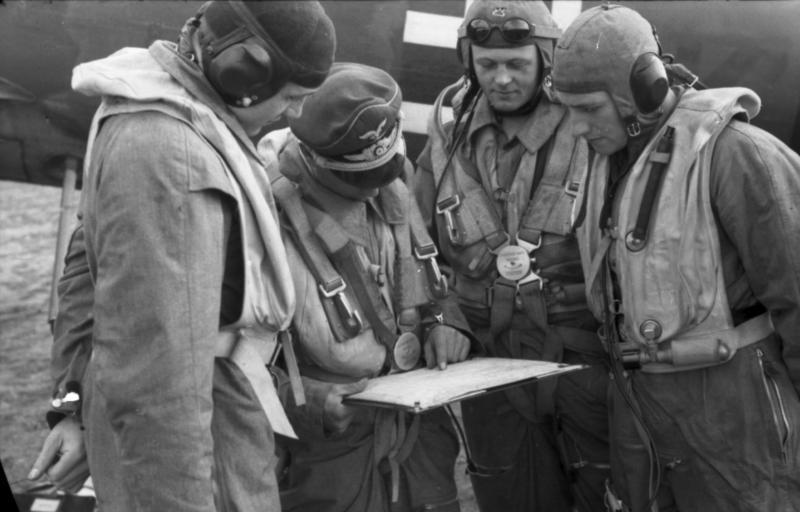
Deutsche Piloten in Frankreich 1942

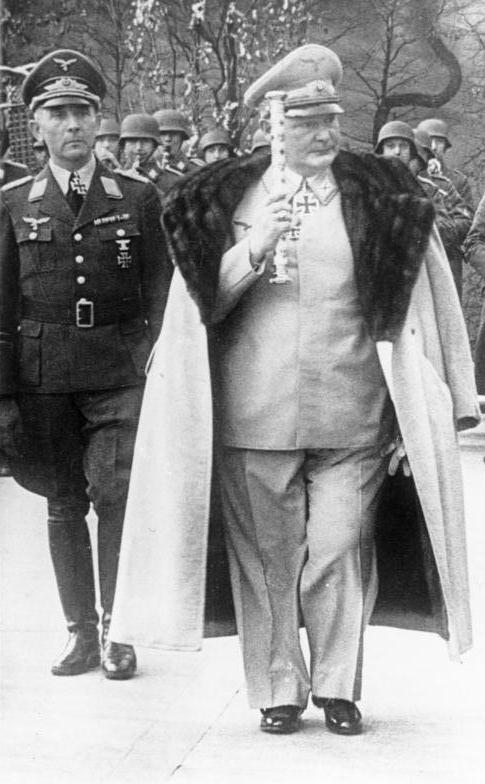
Der Luftwaffen-Generalmajor Paul Conrath in Ausgehuniform. Der vor ihm gehende Reichsmarschall Hermann Göring trägt eine für ihn typische Phantasieuniform.

Die Luftwaffe war mit beigen Overalls, Lederkappen und gefütterten Stiefeln ausgerüstet. Schwarze Lederjacken mit Schulterklappen und Metallabzeichen wurden von Jagdpiloten ebenso getragen. Das Abzeichen unterschied sich von Heer und Marine durch den Reichsadler, dessen Schwingen nach oben geschwungen waren, und das Hakenkreuz ohne Kreis.
Die Ausgehuniform bestand aus einer Feld- oder Schirmmütze und einer Feldbluse wie sie bei Heer und Waffen-SS getragen wurde, jedoch in Dunkelblau, gelben bzw. roten Kragenspiegeln und einem offenen Kragen.

## Kriegsmarine-Uniformen

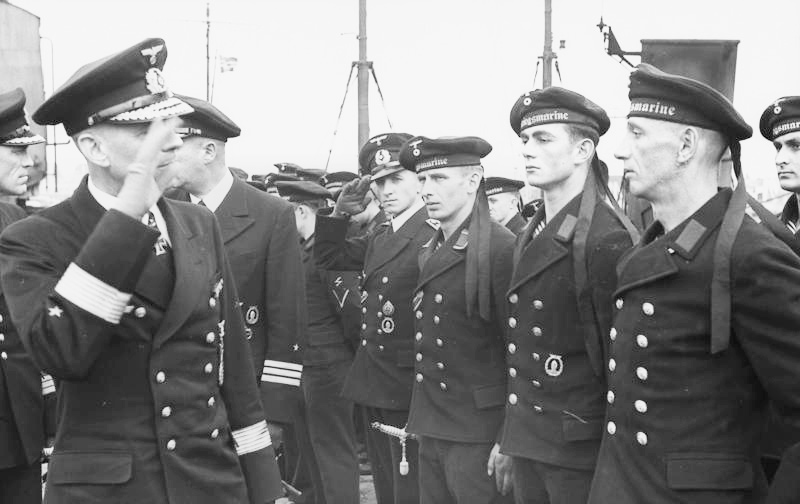
Kommodore Friedrich Ruge mit Matrosen der Kriegsmarine

In der Kriegsmarine bestand die Uniform der Matrosen aus einer Jacke, einem Paar Hosen, einem weißen sowie einem blauen Hemd, einem Hemdkragen mit drei weißen Streifen, einem Seidenhalstuch, grauen Handschuhen und einer Mütze mit zwei Schleifen. Gleiches galt für Unteroffiziere ohne Portepee. Offiziere und Unteroffiziere mit Portepee trugen ein zweireihiges dunkelblaues Jackett mit gleichfarbiger Hose und weißem Diensthemd, Wäsche vorn genannt, und eine Schirmmütze. Eine ungeschriebene Regel besagte, dass der Kommandant eines Schiffes immer eine Schirmmütze mit weißer oberer Hälfte trug.